# Niðhad

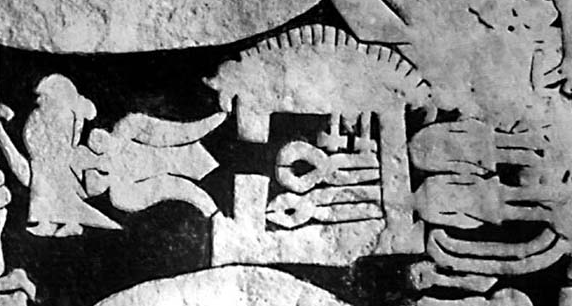
Da sinistra: La figlia di Níðuð, Völund in forma di aquila mentre si allontana volando, la sua fucina e i figli morti di Níðuð nascosti dietro essa. Pietra Ardre VIII.

Re Niðhad (Níðuðr o Niðung) era un regnante malvagio della tradizione germanica. Appare nella Völundarkviða come Níðuðr, come Niðung nella Þiðrekssaga e come Niðhad nei poemi anglosassoni Deor e Waldere.
La leggenda di Níðuðr e Weland appare anche sulla pietra Ardre VIII di Gotland, Svezia, risalente all'VIII secolo e probabilmente sul pannello frontale del cofanetto Franks, di fattura anglosassone e risalente allo stesso periodo della stele. Tuttavia Austin Simmons ha recentemente avanzato l'ipotesi che la figura sullo scrigno sia la figlia del Re, Beadohilde, rappresentata due volte.

## Völundarkviða
Nella Völundarkviða, Níðuðr, re dei Níárar (forse gli antichi abitanti di Närke) o, come altrimenti è detto, re di Svíþjóð, ha tre figli, due maschi e una ragazza, la maggiore, chiamata Böðvildr. Una notte Níðuðr e i suoi uomini penetrano in Ulfdalir ("le valli dei lupi") e catturano nel sonno il fabbro Völundr che ivi dimora. Völundr viene mutilato dei tendini delle gambe e costretto a lavorare per il re su un isolotto nel mare, donde non possa scappare. Níðuðr prende per sé la spada di Völundr e dona a Böðvildr un anello rubato al fabbro.
Un giorno i due figlioletti di Níðuðr vengono all'isola di Völundr per vedere i tesori della sua fucina. Völundr dice loro di tornare in segreto. Quando questi tornano, Völundr li decapita e usa i loro teschi per fare coppe per il re e gli occhi per fare gioielli per la regina e i denti per fare collane per Böðvildr. 
Una volta Böðvildr viene alla fucina per far riparare l'anello che si era rotto. Völundr le dà una bevanda drogata e giace con lei e la principessa rimane incinta. Poi Völundr spicca il volo e giunge al palazzo di Níðuðr. Níðuðr siede triste nella sua sala per la scomparsa dei figli e interroga Völundr sulla loro sorte. Il fabbro fa giurare al re che non verrà arrecato alcun male alla sua compagna e a suo figlio (cioè a Böðvildr e al bambino che porta in grembo), poi rivela a Níðuðr tutta la sua vendetta: l'uccisione dei figli e la violazione della principessa. Níðuðr vorrebbe uccidere Völundr, ma nessuno è tanto alto e forte da raggiungerlo ora che vola, e il fabbro se ne va. Níðuðr manda a chiamare Böðvildr e scopre che le parole di Völundr erano tutte vere.

## Þiðrekssaga

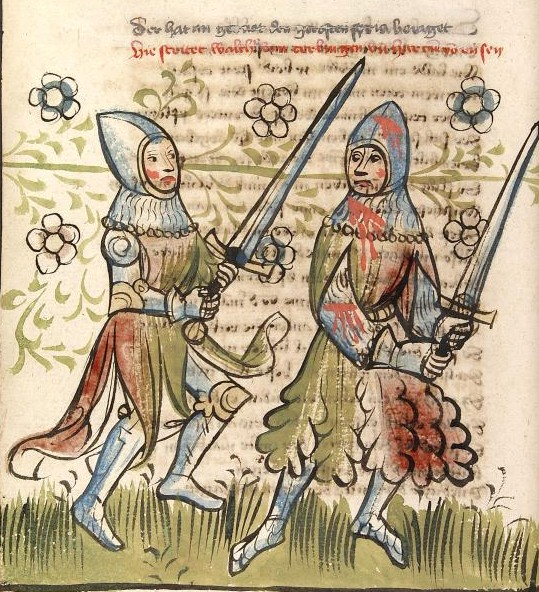
Gualtiero in combattimento, probabilmente mentre impugna Mimung.

La parte del poema relativa al personaggio è conosciuta come "Velent þáttr smiðs" e presenta Niðungr nelle vesti di re dello Jutland.
Un giorno giunge alla sua corte il giovane fabbro Velent, reduce di un lungo viaggio. Niðungr lo accoglie di buon grado e Velent dà presto prova della sua abilità nel lavorare i metalli. Amilias, il fabbro di corte, invidioso delle capacità del ragazzo, sfida Velent a costruire una spada che sia in grado di perforare la sua migliore armatura. Velent forgia due spade, la famosa Mimung e un'altra del tutto identica ma di peggior fattura. Il giorno della sfida la spada Mimung taglia a metà l'armatura e lo stesso Amilias che la indossava. Quindi Velent offre in dono a Niðungr la seconda spada, facendo credere al sovrano che si tratti della stessa Mimung.
Dopo qualche tempo Niðungr parte per una spedizione militare, ma all'indomani della battaglia scopre di non avere con sé la pietra della vittoria (una sorta di amuleto portafortuna) e promette a chi gliele avesse recuperate metà del regno e la propria figlia in sposa. Velent riesce nell'impresa, ma, di ritorno al campo, viene assalito dagli uomini del re che desiderano riscuotere il premio al posto suo. Nella mischia Velent uccide un ufficiale, scatenando l'ira di Niðungr. Il re non solo gli nega la ricompensa, ma addirittura gli fa tagliare i tendini delle gambe perché non possa fuggire e lo costringe a lavorare per lui nella fucina giorno e notte. 
Velent inizia allora a preparare la vendetta: uccide i figlioletti del re che sono venuti a chiedergli delle frecce per la caccia e usa le loro ossa per fabbricare oggetti per il sovrano.
Qualche tempo dopo anche la figlia di Niðungr si presenta alla fucina e chiede al fabbro di ripararle un anello rotto. Velent invece giace con lei e la principessa rimane incinta.
Nel frattempo il fratello di Velent, Egill, giunge alla corte di Niðungr e porta con sé il figlioletto di tre anni. Il re lo vuole mettere alla prova e lo costringe a colpire con una singola freccia una mela posta sulla testa del bambino. Egill prepara tre frecce, scocca e colpisce il frutto al primo colpo. Quando il re gli chiede cosa volesse fare con le altre due frecce, Egill risponde che, se avesse per sbaglio ucciso il figlio con la prima, avrebbe indirizzato al re le restanti. Niðungr elogia la sincerità dell'arciere e lo accoglie nella corte. In questo modo Egill riesce a incontrare Velent, che con il suo aiuto fabbrica un paio di ali artificiali e fugge in volo dalla fucina. Velent si reca dapprima al palazzo di Niðungr e svela al re tutta la propria vendetta (l'uccisione dei figli e la violazione della figlia). Poi si innalza in cielo e volando si allontana. Niðungr, visto che il prigioniero sta fuggendo, ordina ad Egill di colpirlo, ma Egill, d'accordo col fratello, mira a una sacchetta di sangue che Velent si è legato sotto il braccio. Niðungr vede il sangue sprizzare e crede che il fuggiasco sia ferito a morte. In questo modo Velent riesce a salvarsi.
Dopo la morte di Niðungr sale sul trono il principe Otvin, che si riconcilia con Velent e gli concede in sposa la sorella, già madre di suo figlio Viðga.

## Deor

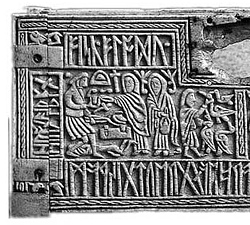
Rappresentazione di Weland il fabbro reso storpio sul pannello frontale del cofanetto Franks.

Nel poema Deor c'è una stanza che fa riferimento ad una versione in inglese antico della leggenda di Welund il fabbro e la cattività alla corte di Niðhad:

1. Welund tra le serpi conobbe sventura,
2. l'uomo risoluto patì sofferenze,
3. ebbe a compagni dolore e desiderio,
4. desolazione invernale; trovò spesso affanno
5. dopo che Niðhad a lui impose vincoli,
6. flessuosi lacci a miglior uomo.
7. Quello è passato, passerà anche questo.
8. Beadohilde non fu per la morte dei suoi fratelli
9. così affranta in cuore come per il suo proprio stato
10. s'era con certezza accorta
11. d'esser gravida; mai seppe
12. pensare fiduciosa cosa ne sarebbe stato.
13. Quello è passato, passerà anche questo.

## Waldere
Nel Waldere, un frammento in inglese antico, Niðhad è nominato insieme a Weland e Widia in una lode a Mimmung, la spada di Waldere forgiata da Weland.

... una spada migliore esclusa quella che ho anche nel suo fodero incrostato di pietra e che giace accanto. So che Ðeodric pensava a Widia per mandarla con molti altri tesori, gioielli con la lama, e molto altro, fatto d'oro; ricevette una ricompensa quando il consanguineo di Niðhad, Widia, figlio di Weland, lo spedì in galera; attraverso una pressa di mostri avanzò rapido.'